# Sowin (Białoruś)
Sowin (biał. Совіна, Sowina; ros. Совино, Sowino) – wieś na Białorusi, w obwodzie brzeskim, w rejonie bereskim, w sielsowiecie Stryhin.

## Historia
W XIX i w początkach XX w. położony był w Rosji, w guberni grodzieńskiej, w powiecie słonimskim, w gminie Piaski.
W dwudziestoleciu międzywojennym leżał w Polsce, w województwie poleskim, w powiecie kosowskim/iwacewickim, w gminie Piaski. W 1921 miejscowość liczyła 316 mieszkańców, zamieszkałych w 57 budynkach, w tym 291 Białorusinów i 25 Polaków. 291 mieszkańców było wyznania prawosławnego i 25 rzymskokatolickiego.
Po II wojnie światowej w granicach Związku Sowieckiego. Od 1991 w niepodległej Białorusi.